# Монтиньяк-Шарант
Монтинья́к-Шара́нт (фр. Montignac-Charente) — коммуна во Франции, находится в регионе Пуату — Шаранта. Департамент — Шаранта. Входит в состав кантона Сент-Аман-де-Буакс. Округ коммуны — Ангулем.
Код INSEE коммуны — 16226.
Коммуна расположена приблизительно в 380 км к юго-западу от Парижа, в 95 км южнее Пуатье, в 16 км к северу от Ангулема.

## Население
Население коммуны на 2008 год составляло 747 человек.
| 1962 | 1968 | 1975 | 1982 | 1990 | 1999 | 2008 |
| ---- | ---- | ---- | ---- | ---- | ---- | ---- |
| 568  | 608  | 709  | 772  | 709  | 701  | 747  |

## Администрация
| Период | Период | Фамилия     | Партия                  | Примечания  |
| ------ | ------ | ----------- | ----------------------- | ----------- |
| 1928   | 1983   | Рене Гунен  | Социалистическая партия | учитель     |
| 1983   | 1995   | Жан Раффен  |                         | строитель   |
| 1995   | 2014   | Клод Вийеже | Разные левые            | ремесленник |

## Экономика
В 2007 году среди 446 человек в трудоспособном возрасте (15—64 лет) 309 были экономически активными, 137 — неактивными (показатель активности — 69,3 %, в 1999 году было 66,4 %). Из 309 активных работали 284 человека (155 мужчин и 129 женщин), безработных было 25 (7 мужчин и 18 женщин). Среди 137 неактивных 38 человек были учениками или студентами, 54 — пенсионерами, 45 были неактивными по другим причинам.

## Достопримечательности
- Руины замка (XII—XIII века). Исторический памятник с 1962 года[3]
- Приходская церковь Нотр-Дам
  - Бронзовый колокол (1666 год). Высота — 73 см; диаметр — 72 см. На колоколе выгравирована надпись: SANCTA+MARIA+ORA+PRO+NOBIS+ME+FRANÇOIS CAZIER+PRETRE+CURE+DE L’EGLISE+DE+NOSTRE+DAME+DE+MONTIGNAC+CHARANTE+PARRIN+TRES+HAUT+TRES PUISSANT+ET+TRES ILLUSTRE+MESSIRE CHARLES+DUC DE LA ROCHEFOUCAULD+PAIR+DE+FRANCE+MARRINE+TRES HAUTE+ET+TRES PUISSANTE DAME AGNES+DUPLESSIS+DE+LEANCOURT+PRINCESSE+DE+MARSILLAC FABRICEURS+MES+CHARLES+THINON+ET PIERRE+PAPPOT+ ; P.CHARPENTIER M’A FONDU EN 1666. Исторический памятник с 1944 года[4]
- Ипподром

## Фотогалерея

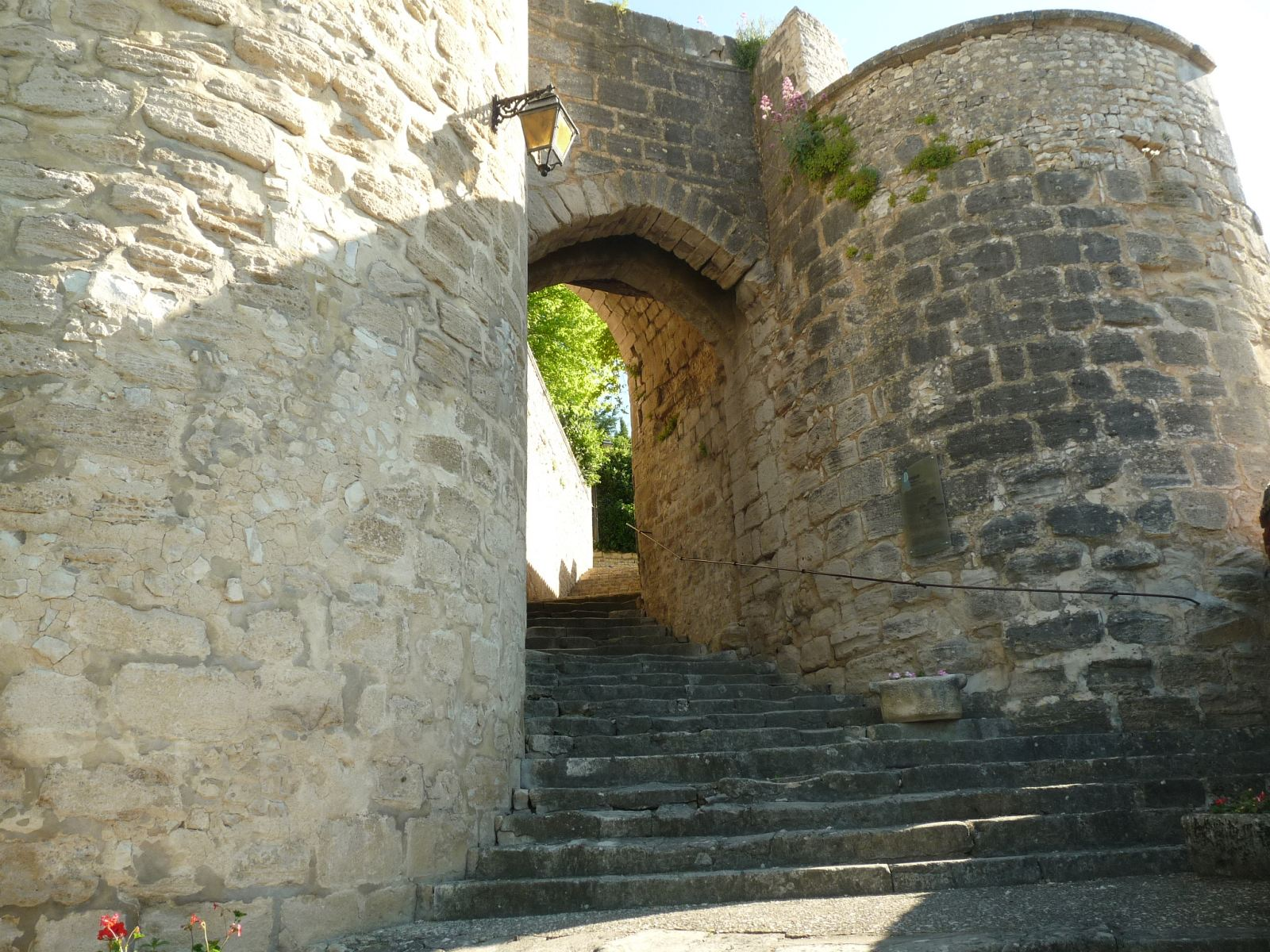
Замок
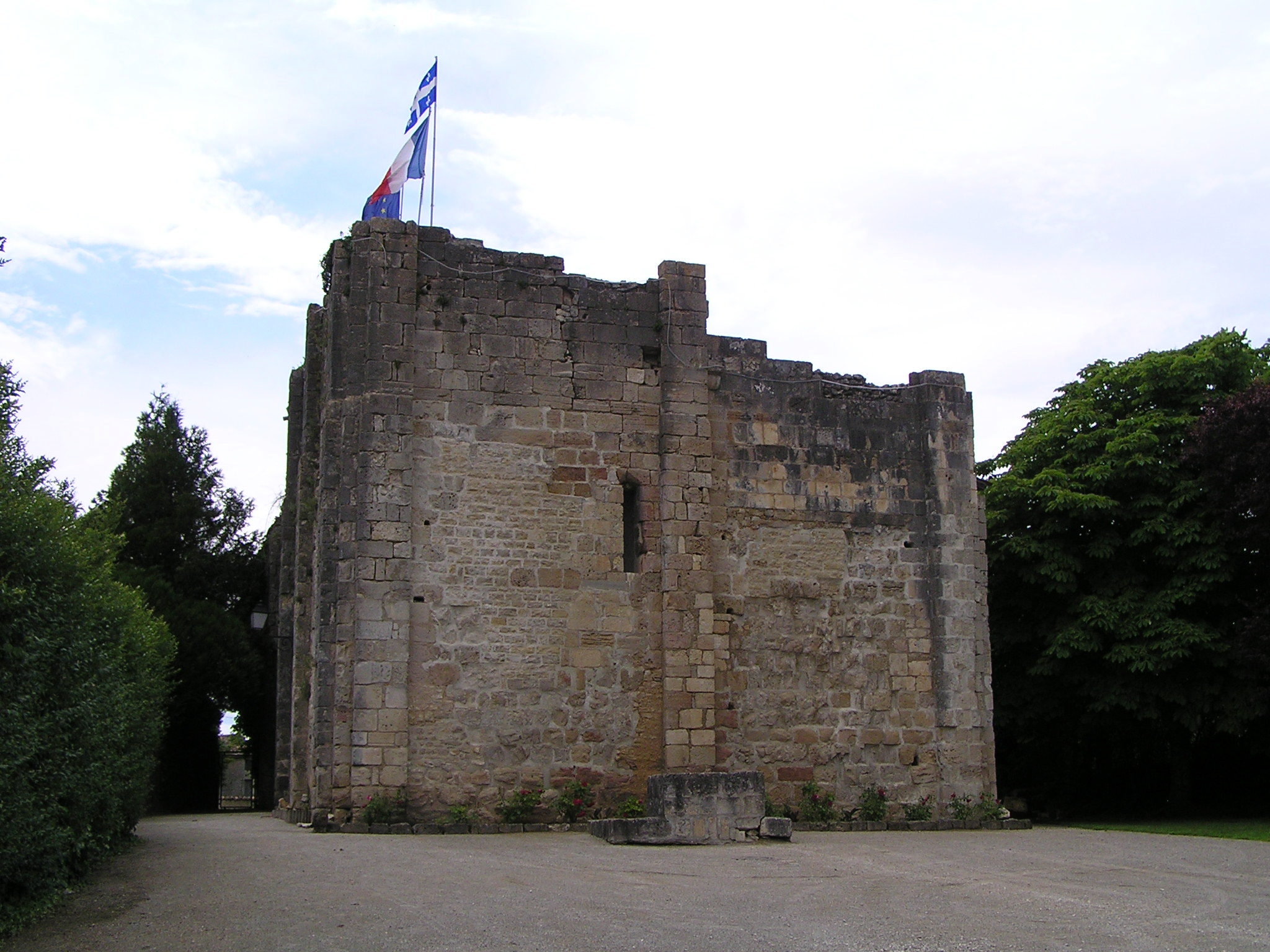
Замок
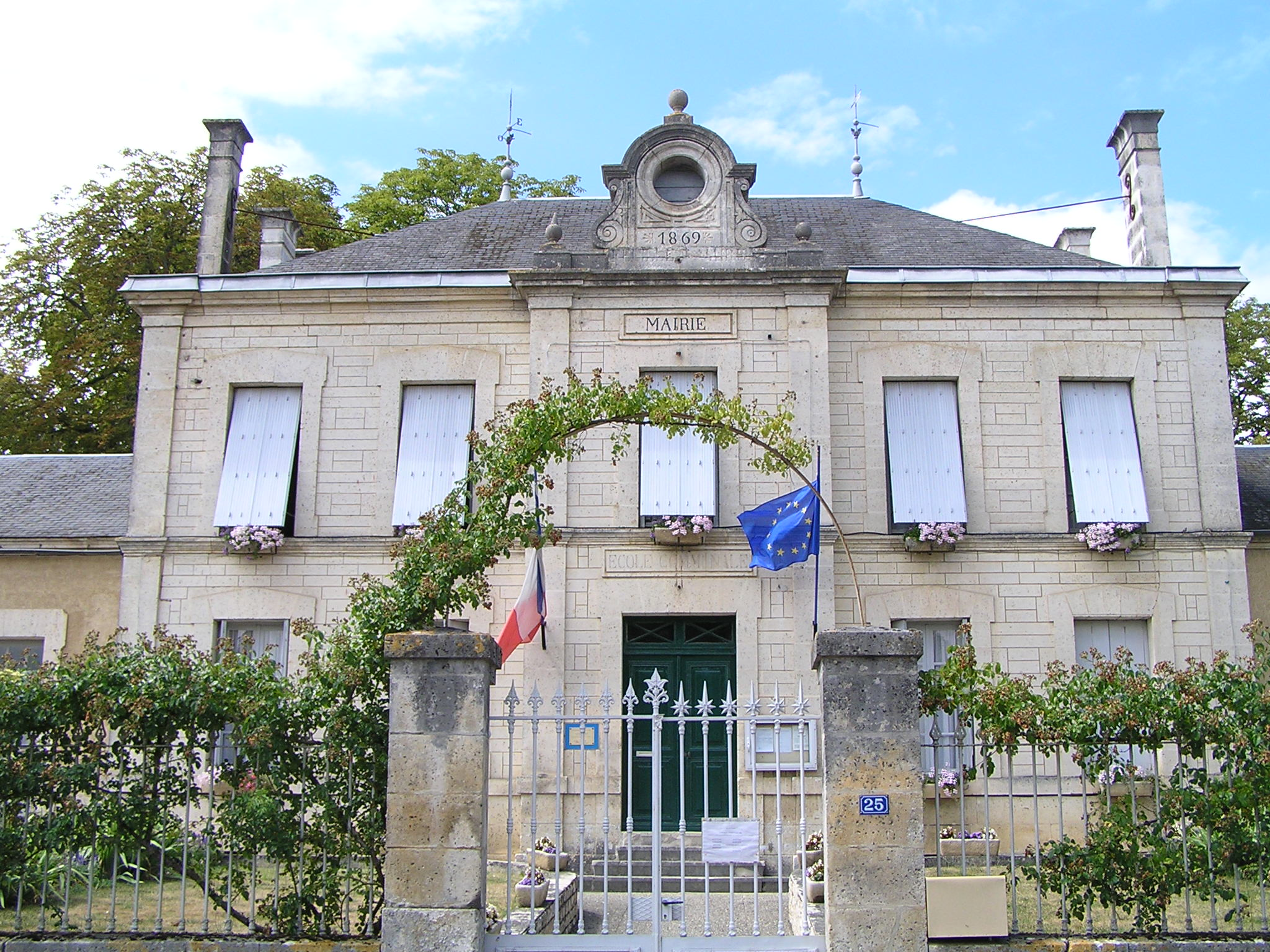
Мэрия